# Amt Oberwiederstedt
Das Amt Oberwiederstedt war eine Verwaltungseinheit des im 16. Jahrhundert an das Kurfürstentum (ab 1806 Königreich) Sachsen gefallenen Teiles der Grafschaft Mansfeld. Es bestand von 1547 bis zur Auflösung des Amtes 1815 bzw. bis zur endgültigen Aufhebung der Patrimonialgerichtsbarkeit 1849.

## Geschichte
Otto I. überließ 948 dem Magdeburger St. Moritzkloster die damals durch Tausch mit dem Kloster Hersfeld erworbenen Besitzungen im, am östlichen Harzrand gelegenen Wiederstedt. Kurz darauf wurde Wiederstedt bei der Gründung des Erzbistums Magdeburg dem Bistum Halberstadt überlassen.
Das 1261 von Walther von Arnstein und dessen Mutter Mechthild auf dem Kupferberg in der Nähe der Bergstadt Hettstedt gegründete Dominikanerinnenkloster wurde nach Wiederstedt verlegt. Die Vogteirechte über dieses Kloster erwarben die Grafen von Mansfeld. Nach der Reformation und der erfolgten Säkularisation des Klosters übernahm Graf Albrecht von Mansfeld 1547 das Kloster. Er bildete daraus das Amt Wiederstedt, das im Unterschied zu dem im Anhalt gelegenen unteren Teil des Dorfes bald den Namen Oberwiederstedt erhielt.
Bei der Sequestration 1570/73 wurde Oberwiederstedt als Teil der Grafschaft Mansfeld-Vorderort unter Verwaltung des Kurfürstentums Sachsen gestellt. Die bekanntesten Lehnsträger des Amtes Wiederstedt war die Vertreter der niedersächsischen Adelsfamilie von Hardenberg, die eine eigene, nach Wiederstedt benannte Linie besaßen, aus der der Dichter der Frühromantik Friedrich von Hardenberg, genannt Novalis (1772–1801), hervorgegangen ist.
Nach dem Wiener Kongress von 1815 fiel das Amt Oberwiederstedt komplett an das Königreich Preußen und wurde Teil des neugebildeten Herzogtums Sachsen mit Merseburg als neuem Regierungssitz. Aus dem Herzogzum ging 1816 die preußische Provinz Sachsen hervor, zu dessen Regierungsbezirk Merseburg das frühere Amtsgebiet von Oberwiederstedt fortan gehörte.

## Orte des Amtes Oberwiederstedt
- Kupferberg
- Oberwiederstedt[1]